# Cleopa Ilie
 (septembre 2023).
Si vous disposez d'ouvrages ou d'articles de référence ou si vous connaissez des sites web de qualité traitant du thème abordé ici, merci de compléter l'article en donnant les références utiles à sa vérifiabilité et en les liant à la section « Notes et références ».
 (septembre 2023).
Le contenu est difficilement compréhensible vu les erreurs de traduction, qui sont peut-être dues à l'utilisation d'un logiciel de traduction automatique.
 (septembre 2023).
La mise en forme du texte ne suit pas les recommandations de Wikipédia : il faut le « wikifier ».
Les points d'amélioration suivants sont les cas les plus fréquents. Le détail des points à revoir est peut-être précisé sur la page de discussion.
- Les titres sont pré-formatés par le logiciel. Ils ne sont ni en capitales, ni en gras.
- Le texte ne doit pas être écrit en capitales (les noms de famille non plus), ni en gras, ni en italique, ni en « petit »…
- Le gras n'est utilisé que pour surligner le titre de l'article dans l'introduction, une seule fois.
- L'italique est rarement utilisé : mots en langue étrangère, titres d'œuvres, noms de bateaux, etc.
- Les citations ne sont pas en italique mais en corps de texte normal. Elles sont entourées par des guillemets français : « et ».
- Les listes à puces sont à éviter, des paragraphes rédigés étant largement préférés. Les tableaux sont à réserver à la présentation de données structurées (résultats, etc.).
- Les appels de note de bas de page (petits chiffres en exposant, introduits par l'outil «  Source ») sont à placer entre la fin de phrase et le point final[comme ça].
- Les liens internes (vers d'autres articles de Wikipédia) sont à choisir avec parcimonie. Créez des liens vers des articles approfondissant le sujet. Les termes génériques sans rapport avec le sujet sont à éviter, ainsi que les répétitions de liens vers un même terme.
- Les liens externes sont à placer uniquement dans une section « Liens externes », à la fin de l'article. Ces liens sont à choisir avec parcimonie suivant les règles définies. Si un lien sert de source à l'article, son insertion dans le texte est à faire par les notes de bas de page.
- La présentation des références doit suivre les conventions bibliographiques. Il est recommandé d'utiliser les modèles {{Ouvrage}}, {{Chapitre}}, {{Article}}, {{Lien web}} et/ou {{Bibliographie}}. Le mode d'édition visuel peut mettre en forme automatiquement les références.
- Insérer une infobox (cadre d'informations à droite) n'est pas obligatoire pour parachever la mise en page.

Pour une aide détaillée, merci de consulter Aide:Wikification.
Si vous pensez que ces points ont été résolus, vous pouvez retirer ce bandeau et améliorer la mise en forme d'un autre article.
Pour les articles homonymes, voir Ilie.
Cléopa Ilie, né le 10 avril 1912 à Sulita (département de Botosani) sous le nom de Constantin Ilie et décédé le 2 décembre 1998 au Monastère de Sihăstria, est un grand représentant spirituel   de l'Église orthodoxe roumaine. Il a été pendant de longues années l'abbé du Monastère de Sihăstria.

## Biographie
Le père Cléopa est le cinquième enfant d'une famille de paysans qui comptait dix enfants. Son père s'appelait Alexandru et sa mère Agafia. Il fréquente l'école primaire de son village natal, ensuite pendant trois ans, il effectue un apprentissage spirituel auprès du père Paisie Olaru, moine à l'ermitage de Cozancea.
En décembre 1929 Ilie décide de rejoindre son frère aîné Vasile au sein de la communauté de l'ermitage de Sihăstria. En 1935 il part à Botosani pour effectuer son service militaire et un an plus tard il retourne à l'ermitage. Le 2 août 1937 il est ordonné moine et reçoit le nom monastique de Cléopa. En juin 1942, en raison de la mauvaise santé de l'abbé Ioanichie Moroi, il est nommé abbé adjoint.
Le 27 décembre 1944 il est ordonné hiérodiacre. Un mois plus tard il est élevé au rang de hiéromoine par Galaction Cordun, abbé du monastère de Neamț. Plus tard, il est officiellement nommé abbé de l'ermitage de Sihăstria.
En 1947 l'ermitage de Sihăstria devient un monastère. A cette occasion, avec l'accord du patriarche Nicodim Munteanu, Cléopa Ilie est ordonné archimandrite. En 1948, étant poursuivi par la Securitate, il se retire et se cache pendant six mois dans les forêts autour du monastère de Sihăstria. 
Le 30 août 1949 le patriarche Justinien Marina le nomme abbé du monastère de Slatina (département de Suceava). À la suite de cette décision il quitte la communauté du monastère de Sihăstria accompagné par trente autres moines.
Au Monastère de Slatina il fonde une collectivité de plus de quatre-vingt personnes. Entre 1952 et 1954, étant à nouveau poursuivi par la Securitate, il se retire dans les montagnes de Stanisoara accompagné du père Arsenie Papacioc. Plus tard il revient au monastère à la demande du patriarche Justinien.
De 1959 à 1964 il retourne une troisième fois dans les montagnes. À l'automne de l'année 1964 il revient au monastère de Sihăstria en qualité de confesseur. Il devient le confesseur de toute la communauté. Le père Cléopa a écouté et conseillé les moines et les laïcs sans interruption pendant 34 ans.
Il décède le 2 décembre 1998 au monastère de Sihăstria.

## Publications
- Despre credinta ortodoxă (À propos de la foi orthodoxe), Bucarest, 1981, 280p.
- Predici la praznice împărătești și sfiți de peste an (Sermons lors des veillées et des fêtes des saints au cours de l'année), Ed. Episcopiei Romanului, 1986, 440 p.
- Predici la Duminicile de peste an (Sermons les dimanches de l'année), Ed. Episcopiei Romanului, 1990, 560 p.
- Valoarea sufletului (La valeur de l'âme), Galati, 1991, 176 p. (Ré-édition à Bacău, 1994, 238 p.)
- Urcuș spre înviere (Montée vers la résurrection), Monastère de Neamț, 1992, 416 p.
- Despre vise si vedenii (Des rêves et des visions), Bucarest, 1993, 270 p.
- Cléopa Ilie et Ioanichie Bălan, Cum putem intra în rai (Comment pouvons-nous entrer au paradis), Monastère de Sihăstria, 2004
- Prières composées par l'archimandrite Cléopa Ilie et le père Paisie Olaru, Vânători, Monastère de Sihăstria, 2005.